# St. Lunatics
I St. Lunatics sono un gruppo musicale hip hop statunitense originario del Missouri, formato nel 1993.

## Formazione
Attuale
Il gruppo è composto da:
- Nelly
- Murphy Lee
- Ali
- City Spud
- Kyjuan

Ex membri
- Slo'Down

## Discografia
Album studio
- 2001 - Free City (#3 Billboard 200[1])

Raccolte
- 2006 - Who's the Boss